# Сферы Хэллина
Сферы Хэллина (англ. Hallin's spheres) — теория журналистской объективности, предложенная историком журналистики Дэниелом К. Хэллином в книге «Запрещенная война. СМИ и Вьетнам» (The Uncensored War: The Media and Vietnam, 1986), в которой он объясняет механизм освещения Вьетнамской войны (1957—1975) в медиа. Хэллин делит политический дискурс на три сферы: сферу консенсуса, сферу легитимной полемики и сферу отклонения. Сфера консенсуса предполагает согласие журналистов с общественным мнением. Сфера легитимной полемики соотносится с политическими прениями, при этом журналисты не тяготеют к какой-либо позиции и сохраняют нейтралитет. Предметы обсуждения, входящие в сферу отклонения, выпадают из политического дискурса сферы легитимной полемики, и журналисты могут игнорировать их. Границы между этими сферами изменяются по мере того, как меняется общественное мнение.
Сферы Хэллина в немалой степени соотносятся с моделью окна Овертона (окна дискурса) — концепцией наличия рамок допустимого спектра мнений в публичных высказываниях с точки зрения общественной морали, автором которой является американский юрист Джозеф Овертон. Эта концепция связана с общественным мнением в целом и предлагает изменяющуюся шкалу общественного мнения (от «немыслимо» до «действующая норма») касательно любого вопроса.
В своей работе Хэллин использовал концепцию фреймов для описания освещения вопросов и реакции на них в обществе. Хэллин также обращался и к феномену коридора мнений, при котором сфера общественного мнения сужается, и позиции и взгляды, выходящие за эту сферу, приравниваются к отклонению.

## «Запрещенная война. СМИ и Вьетнам»
Книга Дэниела Хэллина «Запрещённая война. СМИ и Вьетнам» вышла в 1986 году, спустя десятилетие после окончания войны во Вьетнаме.
Существовало расхожее мнение о Вьетнамской войне, сформулированное журналистом Робертом Элегантом: «Впервые в современной истории исход войны был определен не на поле битвы, а на печатной странице и, прежде всего, на экране телевизора». В своей книге Хэллин подверг анализу освещение войны в New York Times в период с 1961 по 1965 год и на телевидении в выпусках вечерних новостей с августа 1965 по январь 1973 и поставил под вопрос это утверждение Элеганта.
Проанализировав механизм работы СМИ в период войны, Хэллин пришёл к выводу, что управление медиа в условиях демократического общества со стороны государства легко осуществимо, и СМИ начинают сомневаться в политической повестке только тогда, когда само правительство ведёт себя нерешительно.
В книге Хэллин предлагает разделить политический дискурс на три сферы и подробно описывает каждую из них.

## Описание теории

### Сфера консенсуса
Сфера консенсуса включает в себя те темы и позиции, по которым в обществе существует почти полное единогласие или же освещение которых не вызывает негативной реакции. В рамках этой сферы журналисты «свободно обращаются к местоимению ‘мы’ в генерализованных высказываниях и принимают как должное общие ценности и общие предположения». В качестве примера могут выступать свобода слова, отмена рабства или права человека. Для освещения этих тем «журналисты не вынуждены представлять противоположную точку зрения или выступать в роли незаинтересованных наблюдателей».

### Сфера легитимной полемики
Взгляды осведомлённых людей касательно тем в рамках этой сферы разнятся. Поэтому, с одной стороны, эти темы являются наиболее важными для освещения, с другой стороны — освещая эти темы, журналисты должны оставаться непредвзятыми, нежели чем придерживаться той или иной точки зрения. Как подчёркивает Шадсон, Хэллин в своём исследовании утверждает, что приверженность журналистики объективности всегда разделялась и не была однородной: в определённой сфере — в сфере легитимной полемики — журналисты осознанно стремятся быть объективными и незаинтересованными.

### Сфера отклонения
Журналисты отвергают темы, находящиеся в этой сфере, поскольку считают их малозначительными для всеобщего рассмотрения. Эти темы воспринимаются как безосновательные, табуированные или настолько незначительные в последствиях после освещения, что они и не становятся инфоповодами. Хэллин утверждает, что в сфере отклонения «журналисты также отходят от принятых норм объективного освещения и чувствуют себя вправе относиться к данным темам, как к маргинальным, смехотворным, опасным или смешным людям и группам, которые выходят далеко за пределы диапазона отклонений, принимаемых за легитимные».

## Применение теории
Крэйг Уоткинс использует теорию Хэллина при исследовании освещения в новостях ABC, CBS и NBC «Марша миллиона мужчин» — марш афроамериканцев на Вашингтон 16 октября 1995 года. Уоткинс анализирует доминирующие практики формирования фреймов (определение проблемы, риторические приёмы, используемые источники и изображения), который журналисты используют для осмысления конкретного выражения политического протеста. Он полагает, что сферы Хэллина — это способ, с помощью которого медийные практики фрейминга формируют специфические вещательные контексты, а каждая конкретная сфера разрабатывает собственный выраженный стиль подачи новостей с помощью разных риторических тропов и дискурсов.
Пирс Робинсон использует сферы Хэллина в связи с полемикой о том, насколько средства массовой информации служат интересам элиты или, наоборот, играют важную роль в формировании политической повестки и последствий политических решений. Его статья обращается к сферам Хэллина как к примеру отношений между медиа и государством, которые подчёркивают теоретические и эмпирические недостатки тезиса о «производстве согласия» (Н. Хомски, Р. МакЧесни) . Робинсон настаивает на том, что необходимо более тонкое и двунаправленное понимание направления влияния между государством и СМИ, опирающееся на существующие теоретические объяснения, а не отвергающее их.

## Критика
Теория Хэллина предполагает относительно гомогенизированную медиасреду где большинство производителей контента пытаются достичь наибольшего числа потребителей. Более раздробленный медиаландшафт может оспорить это предположение, ведь разные аудитории могут относить темы к разным сферам. Это соотносится с концепцией пузыря фильтров, которая подразумевает, что многие потребители медийного контента предпочитают ограничивать своё потребление теми областями консенсуса и отклонения, которые они сами выбирают.